# Pata Chazāna

Die 1997 in Buchform erschienene englische Übersetzung des Pata Chazāna

Pata Chazāna (paschtunisch: پټه خزانه – „Der versteckte Schatz“, andere Transkriptionen: Peta Chazāna, Pata Khazana, Pata Xazāna) ist der Titel eines umstrittenen Manuskripts in paschtunischer Sprache. Die Schrift enthält nach Angaben seines Entdeckers Abdul Hay Habibi eine im achtzehnten Jahrhundert verfasste Anthologie der paschtunischen Dichtung. Die im Manuskript genannten Entstehungszeiten der kompilierten Werke gehen der frühesten bekannten paschtunischen Literatur um einige hundert Jahre voraus, die Entdeckung löste daher Kontroversen um die Echtheit der Schrift aus. Die Anthologie und die darin kolportierten älteren Schriften konnten bisher nicht authentifiziert werden und werden in der Iranistik als wahrscheinliche Fälschung angesehen.

## Entdeckung
Der afghanische Literaturwissenschaftler Habibi entdeckte das Manuskript nach eigenen Angaben im Jahr 1944. Habibi erklärte, das Dokument sei eine im Jahr 1886 geschriebene Kopie einer im Jahr 1729 in Kandahar von Schah Hussain Hotak verfassten Anthologie. In dem Dokument sind Werke bisher unbekannter paschtunischer Dichter zusammengestellt, die bis in das achte Jahrhundert zurückgehen. Das Manuskript veröffentlichte Habibi 1975 als Faksimile, das von ihm vorgeblich entdeckte Original machte er nicht zugänglich.

## Rezeption
Das bislang älteste bekannte Dokument in paschtunischer Sprache wird auf das sechzehnte Jahrhundert datiert, die im Pata Chazāna zusammengestellten Werke verlängern die Geschichte der paschtunischen Literatur damit um 800 Jahre. Die behauptete Entdeckung sorgte daher für Kontroversen, die Authentizität des Manuskripts war von Beginn an umstritten. Die erste Übersetzung in eine europäische Sprache erschien erst im Jahr 1987, sie wurde von der italienischen Iranistin Lucia Serena Loi mit einem detaillierten kritischen Kommentar veröffentlicht. Die bedeutendste kritische Auseinandersetzung in der paschtunischsprachigen Wissenschaft verfasste 1988 der pakistanische Literaturwissenschaftler Qalandar Mohmand.
Da das Originalmanuskript von Habibi nicht zugänglich ist, konnte eine Überprüfung der Authentizität nur anhand von Orthographie und Stil des Faksimiles erfolgen. Angesichts der vielen im Faksimile gefundenen Anachronismen und Fehler wird in der Iranistik die Echtheit des Manuskripts kaum noch für möglich gehalten; einzelne Personen, unter ihnen der Iranist Manfred Lorenz, wollen eine Authentizität wenigstens von Teilen der im Pata Chazāna kompilierten Werke nicht völlig ausschließen.
Über den Zeitpunkt der Fabrikation besteht kein Konsens. Loi stuft das Manuskript als Fälschung des späten neunzehnten Jahrhunderts ein. Dagegen schließt der Iranist David Neil MacKenzie aus den Anachronismen, dass das Dokument erst kurz vor seiner vorgeblichen Entdeckung im Jahr 1944 fabriziert worden sei. MacKenzies zentrales Argument ist der Gebrauch der beiden nur in der modernen paschtunischen Schrift verwendeten Buchstaben Dze und Nur. Diese Buchstaben wurden erst 1936 mit der Reform der paschtunischen Orthographie in Afghanistan eingeführt und konnten in keinem früheren Manuskript gleichzeitig nachgewiesen werden.